# Окессон, Маркус
Ма́ркус О́кессон (швед. Markus Åkesson; род. 10 июля 1975, Споршё, Кальмар, Швеция) — шведский художник и скульптор.
Его работы представлены в музее Vida в Боргхольме, и в галереях Da-End в Париже и Berg Gallery в Стокгольме.

## Биография
Родился в деревне Споршё, находящейся в предместье шведского города Кальмар, в семье лесничего и домохозяйки. В юном возрасте, будучи вовлечённым в субкультуру раггаре, он увлекался чтением американских комиксов, что вкупе с интересом к магическим образам из скандинавских сказок и мифов побудило его к написанию своих первых картин. В подростковом возрасте он начал помещать свои рисунки не на бумаге, а на кузовах автомобилей. Закончив обучение в школе, он начал учиться на сварщика и успел поработать по этому профилю, но в 20 лет сменил место работы и устроился гравером по хрусталю в одну из мастерских компании Хрустальное Королевство. Одновременно с созданием стеклянных скульптур он совершенствует навык живописи и проводит импровизированную выставку в цеху, где он работает. Его работы высоко оценивают коллеги и он решает записаться на профессиональные курсы художников.

## Творчество

### «Sleeping Beauty»

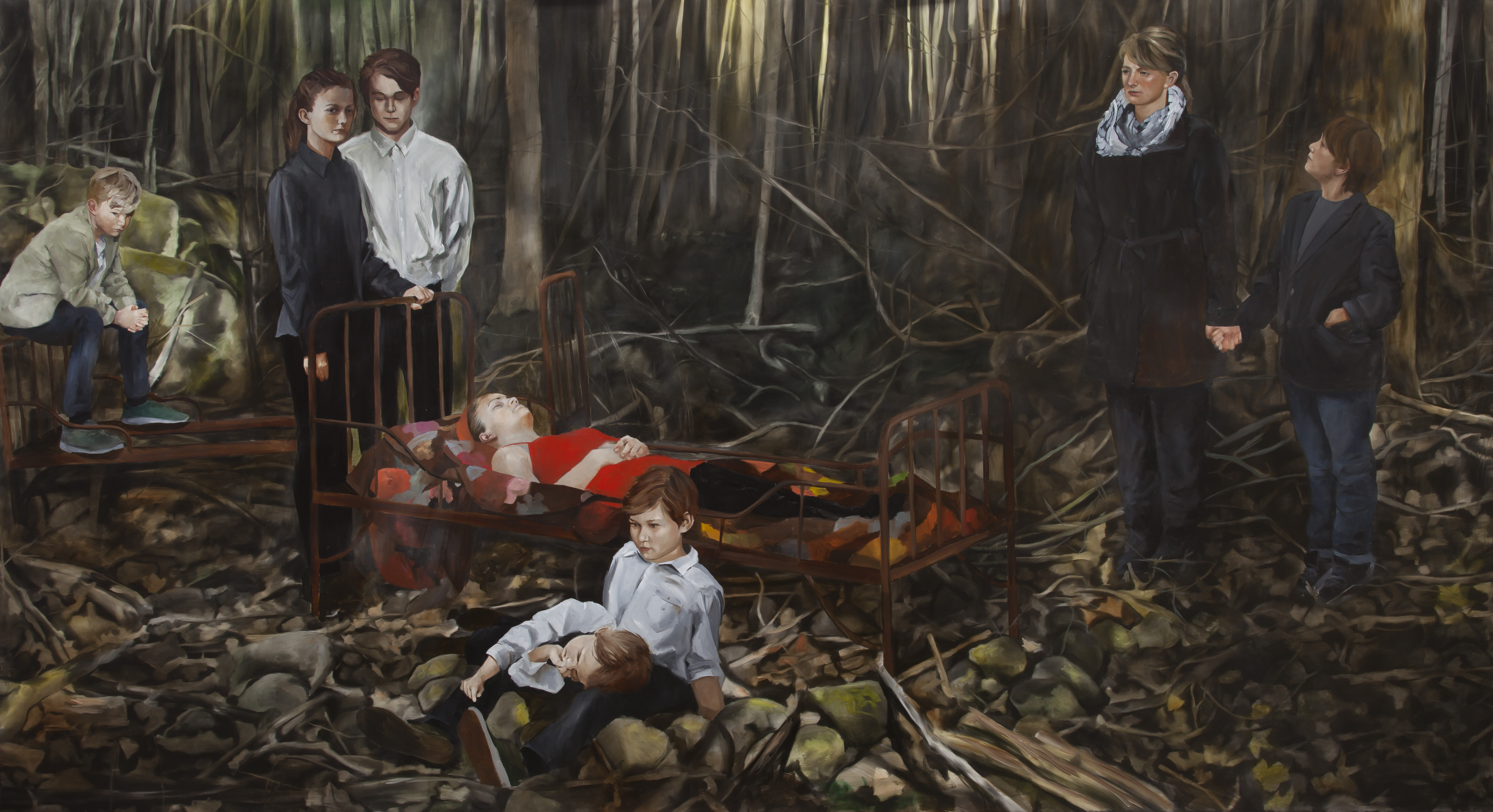
Маркус Окессон «Sleeping Beauty» (2017, холст, масло)

В 2017 году одна из школ Энгельхольма заказала у Окессона картину за 250 000 крон. Эскиз картины, написанный по мотивам сказки «Спящая красавица», и с изображённой на нём девушкой с закрытыми глазами, лежащей на кровати посреди тёмного леса в окружении семи людей, был отправлен на согласование Художественному совету города и директору школы. После обсуждения эскиз был одобрен и Окессон приступил к написанию картины. 5 апреля 2017 года готовая картина была установлена в фойе школы, однако уже через два дня решением директора полотно убрали со всеобщего обозрения. Причиной демонтажа картины школа назвала негативные ассоциации вызываемые картиной, которые могут склонить учащихся к самоповреждению. В июне 2017 года картина была перемещена в более незаметное место — школьную библиотеку.

### «Now You See Me»
С 2019 по 2021 год Окессон занимался написанием серии портретов под названием «Now You See Me» (рус. Теперь ты видишь меня). На картинах этой серии были изображены женские силуэты с ног до головы обёрнутые в ткани с различными узорами.
По договорённости между Окессоном и дизайнером Дзюном Такахаси, работы из этой серии были использованы для создания коллекции одежды японского бренда «Undercover», представленной на Неделе мужской моды в Париже (2021). Помимо картин из серии «Now You See Me» в коллекцию вошли четыре более ранних портрета Окессона. После путешествия по выставочным залам Европы картины этой серии выставляются в стокгольмской галерее Berg.

### Выставки
Работы Окессона выставлялись в различных странах Европы больше сорока раз.
| Выставки                                 | Выставки                | Выставки                                  | Выставки         |
| Название                                 | Дата проведения         | Выставочный зал                           | Место проведения |
| ---------------------------------------- | ----------------------- | ----------------------------------------- | ---------------- |
| Без названия                             | 2009                    | Galleri Monica Strandberg                 | Кальмар          |
| Floral Magic                             | 2009                    | неизвестно                                | Ганновер         |
| Sydosten                                 | 2009                    | The Design Archive                        | Пукеберг         |
| Без названия                             | 2010                    | Bergdala Konstgalleri                     | Векшё            |
| Без названия                             | 2010                    | The National Museum of Glass              | Векшё            |
| Без названия                             | 2011                    | Galleri Monica Strandberg                 | Кальмар          |
| Без названия                             | 2011                    | Pelle Unger Gallery                       | Стокгольм        |
| Без названия                             | 2011                    | Smålands Museum, National Museum of Glass | Векшё            |
| Без названия                             | 2012                    | Vida Museum                               | Боргхольм        |
| Art Paris Art Fair                       | 2013                    | Galerie Da-End, Большой дворец            | Париж            |
| Cabinet Da-End 03                        | 2013                    | Galerie Da-End                            | Париж            |
| The Woods                                | 21.09 — 02.10.2013      | Galerie Da-End                            | Париж            |
| Art Paris Art Fair                       | 2014                    | Galerie Da-End                            | Париж            |
| Cabinet Da-End 04                        | 2014                    | Galerie Da-End                            | Париж            |
| Pense-bête - Collection 1                | 2014                    | Galerie de Roussan                        | Париж            |
| Без названия                             | 2015                    | Vida Museum                               | Боргхольм        |
| Above the line / Below the line          | 01.10.2015 — 31.01.2016 | Fondation Francès                         | Санлис           |
| Art Paris Art Fair                       | 2015                    | Galerie Da-End, Большой дворец            | Париж            |
| Cabinet Da-End 05                        | 2015                    | Galerie Da-End                            | Париж            |
| Dédicaces et déclarations                | 2015                    | Музей Коньяк-Жэ                           | Париж            |
| Under Realism                            | 2015                    | Galerie Da-End & Atelier TOZF             | Париж            |
| YIA Art Fair                             | 20.10 — 20.11.2015      | Galerie Da-End, Карро-дю-Тампль           | Париж            |
| Art Paris Art Fair                       | 2016                    | Galerie Da-End, Большой дворец            | Париж            |
| Cabinet Da-End 06                        | 2016                    | Galerie Da-End                            | Париж            |
| Galeristes                               | 2016                    | Galerie Da-End, Карро-дю-Тампль           | Париж            |
| Monster                                  | 2016                    | Galleri Svalan                            | Боргхольм        |
| Nomadic Images                           | 2016                    | Музей прикладного искусства               | Вильнюс          |
| START Art Fair                           | 2016                    | Galerie Da-End, Галерея Саатчи            | Лондон           |
| The milk of human kindness               | 9.01 — 20.02.2016       | Galerie Da-End                            | Париж            |
| Vinterutställning                        | 2016                    | Vida Museum                               | Боргхольм        |
| YIA Art Fair                             | 2016                    | Galerie Da-End, Le Louise 186             | Брюссель         |
| Без названия                             | 2017                    | Krapperups Konsthall                      | Хёганес          |
| Cabinet Da-End 07                        | 2017                    | Galerie Da-End                            | Париж            |
| Less is more                             | 2017                    | Kirk Gallery                              | Ольборг          |
| Cabinet Da-End 08                        | 2018                    | Galerie Da-End                            | Париж            |
| Insomnia                                 | 2018                    | Vida Museum                               | Боргхольм        |
| La Fabrique de L’espirit                 | 23.02 — 16.09.2018      | Fondation Francès                         | Санлис           |
| Let me sleep through the night           | 13.01 — 24.02.2018      | Galerie Da-End                            | Париж            |
| Loup y es-tu? Bestiaire et métamorphoses | 2018                    | Замок Мезон-Лаффит                        | Мезон-Лаффит     |
| Sleeping Beauty                          | 10.02 — 29.04.2018      | Kalmar Konstmuseum                        | Кальмар          |
| Без названия                             | 2019                    | Solliden Royal Palace                     | Боргхольм        |
| Cabinet Da-End 09                        | 2019                    | Galerie Da-End                            | Париж            |
| Galeristes #4                            | 2019                    | Galerie Da-End, Карро-дю-Тампль           | Париж            |
| Cabinet X                                | 2020                    | Galerie Da-End                            | Париж            |
| Strange Days                             | 17.09 — 31.10.2020      | Galerie Da-End                            | Париж            |